# Usnea filipendula
Usnea filipendula, auch als Gewöhnlicher Baumbart bezeichnet, ist eine Flechte, die von Bäumen herabhängend wächst und charakteristische Flechtenbärte ausbildet.

## Merkmale
Diese Flechte bildet bis zu 30 cm lange gelbgrüne „Bärte“, die von Ästen herabhängen. An schwach verzweigten Hauptästen der Flechte sitzen waagerecht abstehende dünne Nebenäste und kurze Stiftchen (Isidien), die der Vermehrung dienen. Dadurch hat diese Art ein fischgrätenähnliches Aussehen. Wie bei allen Usnea-Arten weisen die Lagerabschnitte einen runden Querschnitt auf, in dessen Zentrum ein fester Markstrang verläuft. Zieht man an den Ästchen, wird der weiße Markstrang freigelegt.

## Vorkommen
Die Art wächst nur in Gebieten mit hoher Luftqualität und auf Bäumen mit „saurer“ Borke wie Nadelbäume oder Birken in exponierten niederschlags- oder nebelreichen Bergwäldern vom borealen Nadelwaldgürtel bis in den Mittelmeerraum.
In Deutschland gilt der Gemeine Baumbart als stark gefährdet.

## Brauchtum
Bartflechten sind indirekt auch ein Teil des Immateriellen Kulturerbes in Österreich. Speziell in Tirol werden für einzelne Figuren im Fasnachtsbrauch aus Bartflechten Ganzkörperanzüge gefertigt. In der alle fünf Jahre stattfindenden Telfer Fasnacht, dem Telfer Schleicherlaufen haben z. B. die Wilden unter anderem auch die Aufgabe beim Umzug für Ordnung und ausreichend Platz für nachfolgende Gruppen zu sorgen.
In Oberstdorf im bayerischen Allgäu wird der „Tannenbart“ für die Gewänder des Wilde-Mändle-Tanzes verwendet. Auch in der schwäbisch-alemannischen Fasnacht in Furtwangen im Schwarzwald gibt es eine Einzelfigur deren Häs ganz mit Bartflechten behängt ist. Der Bodenwälder ist eine Sagengestalt aus dem Bodenwald, einem der Furtwanger Berge.

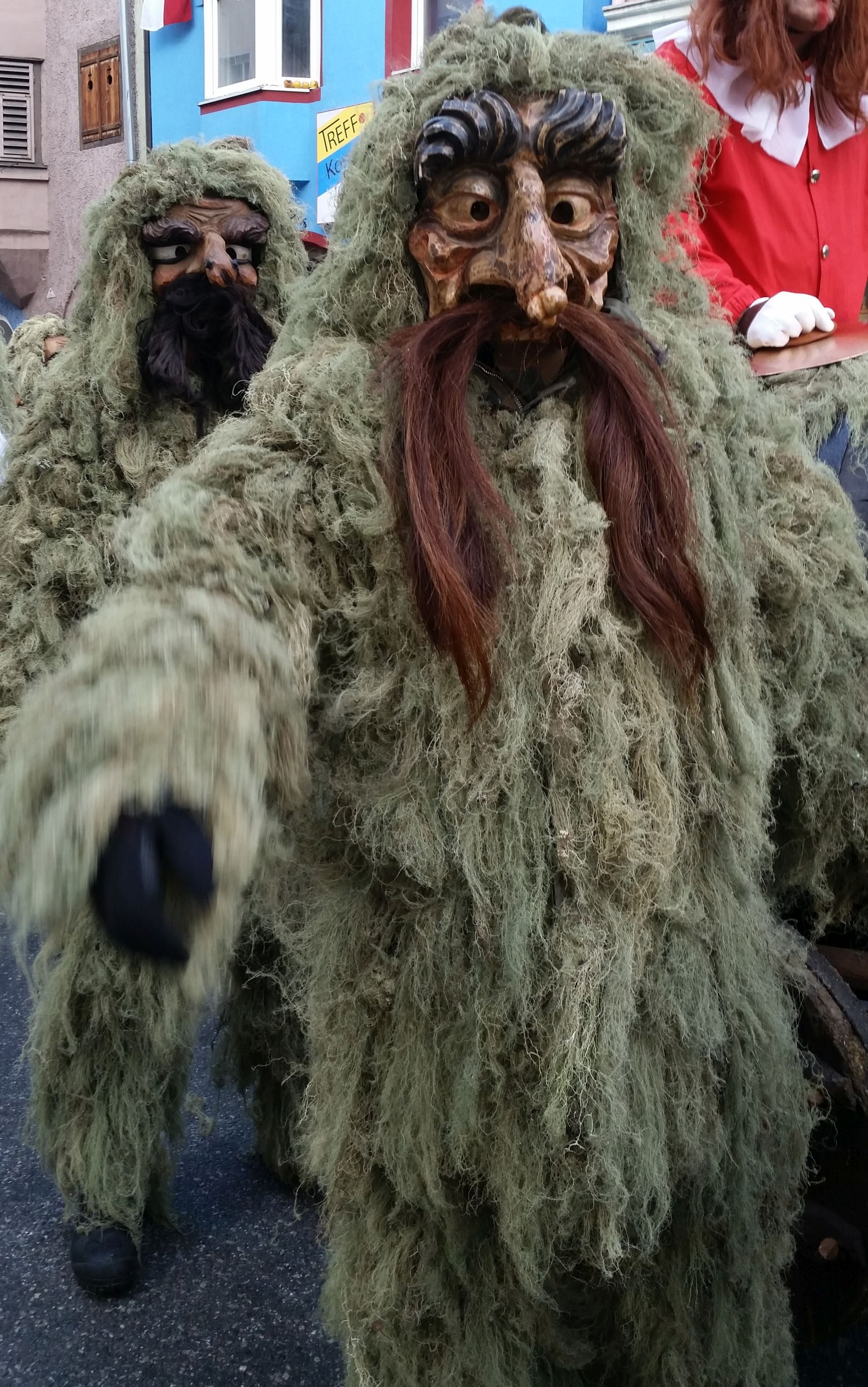
Wilde beim Telfer Schleicherlaufen (Österreich) 2015
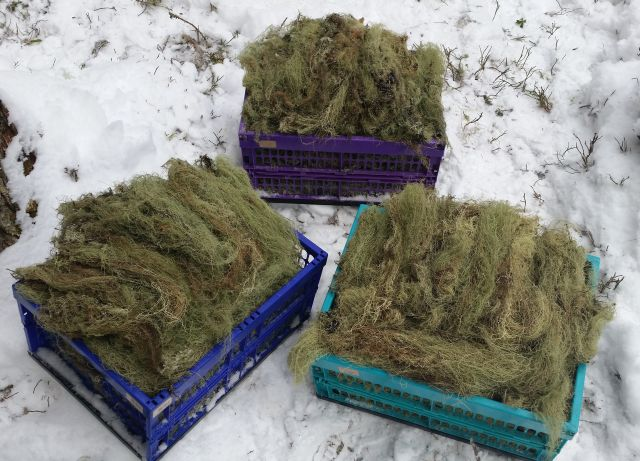
Baumbart sammeln im Kühtai/Tirol – für das Gewand der Telfer Wilden
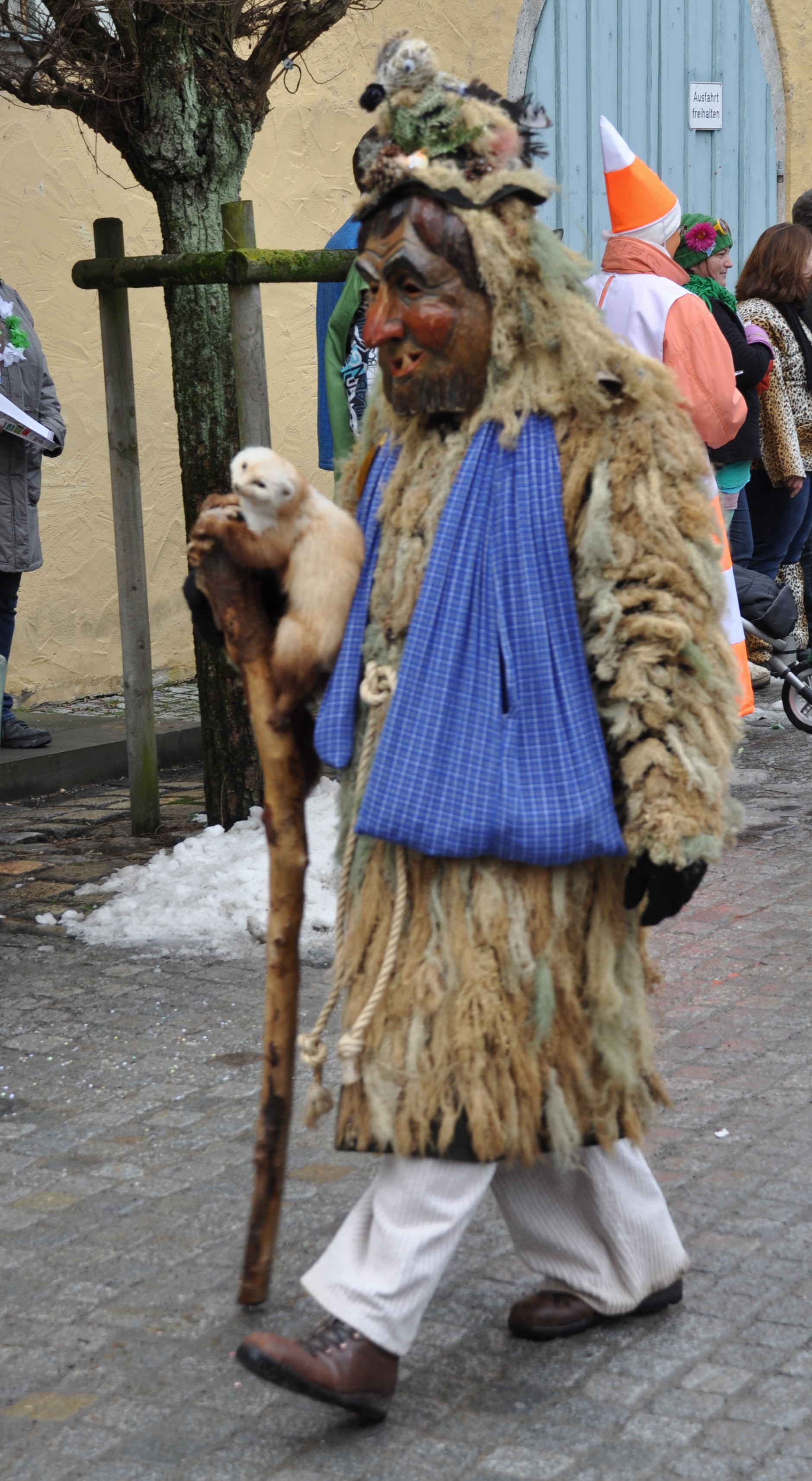
Furtwanger Bodenwälder (Schwarzwald/Deutschland)